# Olaszország az 1980. évi nyári olimpiai játékokon
Olaszország a szovjetunióbeli Moszkvában megrendezett 1980. évi nyári olimpiai játékok egyik részt vevő nemzete volt. Az országot az olimpián 19 sportágban 159 sportoló képviselte, akik összesen 15 érmet szereztek. Olaszország az olimpiai zászló alatt vett részt a játékokon.

## Érmesek
| Érem  | Versenyző | Sportág       | Versenyszám           |
| ----- | --- | ------------- | --------------------- |
| Arany | Pietro Mennea | Atlétika      | Férfi 200 m           |
| Arany | Maurizio Damilano | Atlétika      | Férfi 20 km gyaloglás |
| Arany | Sara Simeoni | Atlétika      | Női magasugrás        |
| Arany | Claudio Pollio | Birkózás      | Szabadfogás, 48 kg    |
| Arany | Ezio Gamba | Cselgáncs     | Férfi könnyűsúly      |
| Arany | Federico Roman | Lovaglás      | Egyéni lovastusa      |
| Arany | Patrizio Oliva | Ökölvívás     | Kisváltósúly          |
| Arany | Luciano Giovannetti | Sportlövészet | Trap                  |
| Ezüst | Nemzeti válogatott Romeo Sacchetti Roberto Brunamonti Mike Sylvester Enrico Gilardi Fabrizio Della Fiori Marco Solfrini Marco Bonamico Dino Meneghin Renato Villalta Renzo Vecchiato Pierluigi Marzorati Pietro Generali | Kosárlabda    | Férfi                 |
| Ezüst | Federico Roman Anna Casagrande Mauro Roman Marina Sciocchetti | Lovaglás      | Csapat lovastusa      |
| Ezüst | Mario Aldo Montano Michele Maffei Ferdinando Meglio Marco Romano Giovanni Scalzo | Vívás         | Férfi kard, csapat    |
| Bronz | Stefano Malinverni Mauro Zuliani Roberto Tozzi Pietro Mennea | Atlétika      | Férfi 4 × 400 m váltó |
| Bronz | Giancarlo Ferrari | Íjászat       | Férfi egyéni          |
| Bronz | Franco Cagnotto | Műugrás       | Férfi egyéni műugrás  |
| Bronz | Alfio Peraboni Giorgio Gorla | Vitorlázás    | Csillaghajó           |

## Atlétika
Férfi
| Versenyző                                                    | Versenyszám     | Előfutam | Előfutam | Előfutam | Negyeddöntő | Negyeddöntő | Negyeddöntő | Elődöntő | Elődöntő | Elődöntő | Döntő     | Döntő    |
| Versenyző                                                    | Versenyszám     | Idő      | Hely.    | Össz.    | Idő         | Hely.       | Össz.       | Idő      | Hely.    | Össz.    | Idő       | Helyezés |
| ------------------------------------------------------------ | --------------- | -------- | -------- | -------- | ----------- | ----------- | ----------- | -------- | -------- | -------- | --------- | -------- |
| Pietro Mennea                                                | 100 m           | 10,56    | 1.       | 26.      | 10,27       | 4.          | 6.*         | 10,58    | 6.       | 14.      | kiesett   | kiesett  |
| Pietro Mennea                                                | 200 m           | 21,26    | 1.       | 10.      | 20,60       | 1.          | 2.          | 20,70    | 1.       | 3.       | 20,19     |          |
| Mauro Zuliani                                                | 400 m           | 47,16    | 2.       | 12.      | 45,93       | 3.          | 6.          | 46,01    | 7.       | 12.      | kiesett   | kiesett  |
| Roberto Tozzi                                                | 400 m           | 47,01    | 4.       | 9.*      | 46,73       | 5.          | 22.         | kiesett  | kiesett  | kiesett  | kiesett   | kiesett  |
| Stefano Malinverni                                           | 400 m           | 47,63    | 2.       | 27.      | 47,79       | 8.          | 31.         | kiesett  | kiesett  | kiesett  | kiesett   | kiesett  |
| Carlo Grippo                                                 | 800 m           | 1:48,87  | 4.       | 12.      |             |             |             | 1:48,68  | 6.       | 19.      | kiesett   | kiesett  |
| Vittorio Fontanella                                          | 1500 m          | 3:40,03  | 1.       | 6.       |             |             |             | 3:40,07  | 4.       | 4.       | 3:40,37   | 5.       |
| Massimo Magnani                                              | Maraton         |          |          |          |             |             |             |          |          |          | 2:13:12   | 8.       |
| Marco Marchei                                                | Maraton         |          |          |          |             |             |             |          |          |          | 2:23:21   | 35.      |
| Giuseppe Gerbi                                               | 3000 m akadály  | 8:37,03  | 6.       | 17.      |             |             |             | 8:27,19  | 5.       | 11.      | 8:18,47   | 6.       |
| Roberto Volpi                                                | 3000 m akadály  | 8:35,53  | 5.       | 14.      |             |             |             | 8:29,70  | 7.       | 14.      | kiesett   | kiesett  |
| Maurizio Damilano                                            | 20 km gyaloglás |          |          |          |             |             |             |          |          |          | 1:23:35,5 |          |
| Giorgio Damilano                                             | 20 km gyaloglás |          |          |          |             |             |             |          |          |          | 1:33:26,2 | 11.      |
| Stefano Malinverni Mauro Zuliani Roberto Tozzi Pietro Mennea | 4 × 400 m váltó | 3:03,5   | 3.       | 3.*      |             |             |             |          |          |          | 3:04,3    |          |

| Versenyző          | Versenyszám   | Selejtező | Selejtező | Döntő    | Döntő    |
| Versenyző          | Versenyszám   | Eredmény  | Helyezés  | Eredmény | Helyezés |
| ------------------ | ------------- | --------- | --------- | -------- | -------- |
| Marco Tamberi      | Magasugrás    | 221 cm    | 6.        | 215 cm   | 15.      |
| Oscar Raise        | Magasugrás    | 218 cm    | 18.       | kiesett  | kiesett  |
| Paolo Borghi       | Magasugrás    | 218 cm    | 20.       | kiesett  | kiesett  |
| Gian Paolo Urlando | Kalapácsvetés | 72,20 m   | 8.        | 73,90 m  | 7.       |

| Versenyző      | Versenyszám | 100 m | 100 m | Távolugrás | Távolugrás | Súlylökés | Súlylökés | Magasugrás | Magasugrás | 400 m | 400 m | 110 m gát | 110 m gát | Diszkoszvetés | Diszkoszvetés | Rúdugrás                 | Rúdugrás                 | Gerelyhajítás | Gerelyhajítás | 1500 m     | 1500 m     | Végeredmény   | Végeredmény   |
| Versenyző      | Versenyszám | Idő   | Pont  | Eredmény   | Pont       | Eredmény  | Pont      | Eredmény   | Pont       | Idő   | Pont  | Idő       | Pont      | Eredmény      | Pont          | Eredmény                 | Pont                     | Eredmény      | Pont          | Idő        | Pont       | Pont          | Helyezés      |
| -------------- | ----------- | ----- | ----- | ---------- | ---------- | --------- | --------- | ---------- | ---------- | ----- | ----- | --------- | --------- | ------------- | ------------- | ------------------------ | ------------------------ | ------------- | ------------- | ---------- | ---------- | ------------- | ------------- |
| Sandro Brogini | Tízpróba    | 11,41 | 708   | 733 cm     | 887        | 13,02 m   | 666       | 206 cm     | 909        | 50,97 | 762   | 15,21     | 826       | 39,54 m       | 676           | érvényes kísérlet nélkül | érvényes kísérlet nélkül | nem indult    | nem indult    | nem indult | nem indult | nem ért célba | nem ért célba |

Női
| Versenyző                                                     | Versenyszám     | Előfutam | Előfutam | Előfutam | Negyeddöntő | Negyeddöntő | Negyeddöntő | Elődöntő | Elődöntő | Elődöntő | Döntő   | Döntő    |
| Versenyző                                                     | Versenyszám     | Idő      | Hely.    | Össz.    | Idő         | Hely.       | Össz.       | Idő      | Hely.    | Össz.    | Idő     | Helyezés |
| ------------------------------------------------------------- | --------------- | -------- | -------- | -------- | ----------- | ----------- | ----------- | -------- | -------- | -------- | ------- | -------- |
| Marisa Masullo                                                | 100 m           | 11,77    | 4.       | 24.*     | 11,57       | 8.          | 19.         | kiesett  | kiesett  | kiesett  | kiesett | kiesett  |
| Marisa Masullo                                                | 200 m           | 24,00    | 4.       | 22.      | 23,74       | 7.          | 20.         | kiesett  | kiesett  | kiesett  | kiesett | kiesett  |
| Erica Rossi                                                   | 400 m           | 52,98    | 5.       | 25.      |             |             |             | kiesett  | kiesett  | kiesett  | kiesett | kiesett  |
| Gabriella Dorio                                               | 1500 m          | 4:04,91  | 3.       | 9.       |             |             |             |          |          |          | 4:00,30 | 4.       |
| Gabriella Dorio                                               | 800 m           | 2:01,37  | 1.       | 13.      |             |             |             | 1:58,94  | 5.       | 8.       | 1:59,2  | 8.       |
| Daniela Porcelli                                              | 800 m           | 2:10,70  | 5.       | 21.      |             |             |             | kiesett  | kiesett  | kiesett  | kiesett | kiesett  |
| Agnese Possamai                                               | 800 m           | 2:04,01  | 5.       | 17.      |             |             |             | kiesett  | kiesett  | kiesett  | kiesett | kiesett  |
| Agnese Possamai                                               | 1500 m          | 4:14,67  | 9.       | 17.      |             |             |             |          |          |          | kiesett | kiesett  |
| Rossana Lombardo Agnese Possamai Daniela Porcelli Erica Rossi | 4 × 400 m váltó | 3:46,2   | 5.       | 11.      |             |             |             |          |          |          | kiesett | kiesett  |

| Versenyző          | Versenyszám   | Selejtező | Selejtező | Döntő    | Döntő    |
| Versenyző          | Versenyszám   | Eredmény  | Helyezés  | Eredmény | Helyezés |
| ------------------ | ------------- | --------- | --------- | -------- | -------- |
| Sara Simeoni       | Magasugrás    | 188 cm    | 7.        | 197 cm   |          |
| Cinzia Petrucci    | Súlylökés     |           |           | 17,27 m  | 14.      |
| Fausta Quintavalla | Gerelyhajítás | 58,76 m   | 12.       | 57,52 m  | 12.      |

* - egy másik versenyzővel azonos eredményt ért el

## Birkózás
Kötöttfogású
| Versenyző           | Versenyszám | 1. forduló                       | 2. forduló                                | 3. forduló                 | 4. forduló               | 5. forduló        | Döntő             | Helyezés    |
| Versenyző           | Versenyszám | Ellenfél Eredmény                | Ellenfél Eredmény                         | Ellenfél Eredmény          | Ellenfél Eredmény        | Ellenfél Eredmény | Ellenfél Eredmény | Helyezés    |
| ------------------- | ----------- | -------------------------------- | ----------------------------------------- | -------------------------- | ------------------------ | ----------------- | ----------------- | ----------- |
| Vincenzo Maenza     | 48 kg       | Reijo Haaparanta (FIN) · 9–10    | Pavel Hrisztov (BUL) · 4–14               | kiesett                    | kiesett                  | kiesett           | kiesett           | 7.          |
| Antonino Caltabiano | 57 kg       | Herbert Nigsch (AUT) · kizárták  | Mohamed Moutei Nakdali (SYR) · kizárták   | Samil Szerikov (URS) · 2–3 | Mihai Boţilă (ROU) · 2–3 | kiesett           | kiesett           | 5.          |
| Antonio La Penna    | +100 kg     | Hassan Bechara (LIB) · kétvállas | Alekszandr Kolcsinszkij (URS) · kétvállas | kiesett                    | kiesett                  |                   | kiesett           | helyezetlen |

Szabadfogású
| Versenyző          | Versenyszám | 1. forduló                           | 2. forduló                           | 3. forduló                 | 4. forduló                                    | 5. forduló        | 6. forduló        | Döntő                                                                | Helyezés    |
| Versenyző          | Versenyszám | Ellenfél Eredmény                    | Ellenfél Eredmény                    | Ellenfél Eredmény          | Ellenfél Eredmény                             | Ellenfél Eredmény | Ellenfél Eredmény | Ellenfél Eredmény                                                    | Helyezés    |
| ------------------ | ----------- | ------------------------------------ | ------------------------------------ | -------------------------- | --------------------------------------------- | ----------------- | ----------------- | -------------------------------------------------------------------- | ----------- |
| Claudio Pollio     | 48 kg       | Jan Falandys (POL) · 8–4             | Gombyn Khishigbaatar (MGL) · 17–10   | Mahabir Singh (IND) · 5–15 | Csang Szehong (Jang Se-hong) (PRK) · kizárták | erőnyerő          |                   | 1. mérkőzés · Szergej Kornyilajev (URS) · 1–5 · 2. mérkőzés · azonos |             |
| Antonio La Bruna   | 57 kg       | Mahmoud El-Messouti (SYR) · kizárták | Szergej Beloglazov (URS) · kétvállas | Ivan Cocsev (BUL) · 1–13   | kiesett                                       | kiesett           |                   | kiesett                                                              | helyezetlen |
| Riccardo Niccolini | 74 kg       | Marin Pîrcălabu (ROU) · kétvállas    | Valentin Rajcsev (BUL) · kétvállas   | Rajinder Singh (IND) · 8–8 | Jamtsyn Davaajav (MGL) · 2–20                 | kiesett           | kiesett           | kiesett                                                              | 8.          |

## Cselgáncs
| Versenyző  | Versenyszám | Csoport | 32-es főtábla              | Nyolcaddöntő              | Negyeddöntő                             | Elődöntő                         | Vigaszág negyeddöntő | Vigaszág elődöntő | Bronz- mérkőzés   | Döntő                 | Helyezés |
| Versenyző  | Versenyszám | Csoport | Ellenfél Eredmény          | Ellenfél Eredmény         | Ellenfél Eredmény                       | Ellenfél Eredmény                | Ellenfél Eredmény    | Ellenfél Eredmény | Ellenfél Eredmény | Ellenfél Eredmény     | Helyezés |
| ---------- | ----------- | ------- | -------------------------- | ------------------------- | --------------------------------------- | -------------------------------- | -------------------- | ----------------- | ----------------- | --------------------- | -------- |
| Ezio Gamba | Könnyűsúly  | B       | Fahad Al-Farhan (KUW) · GY | Christian Dyot (FRA) · GY | Kim Bjonggun (Kim Byong-Gun) (PRK) · GY | Ravdangiin Davaadalai (MGL) · GY |                      |                   |                   | Neil Adams (GBR) · GY |          |

## Evezés
Férfi
| Versenyző                                                | Versenyszám              | Előfutam | Előfutam | Vigaszág | Vigaszág | Elődöntő | Elődöntő | Döntő | Döntő   | Döntő | Helyezés |
| Versenyző                                                | Versenyszám              | Idő      | Hely.    | Idő      | Hely.    | Idő      | Hely.    | Típus | Idő     | Hely. | Helyezés |
| -------------------------------------------------------- | ------------------------ | -------- | -------- | -------- | -------- | -------- | -------- | ----- | ------- | ----- | -------- |
| Franco Valtorta Antonio Baldacci                         | Kormányos nélküli kettes | 7:28,77  | 1.       | erőnyerő | erőnyerő | 7:00,79  | 4.       | B     | 7:00,71 | 5.    | 11.      |
| Antonio Dell'Aquila Giuseppe Abbagnale Giuseppe Di Capua | Kormányos kettes         | 7:59,39  | 3.       | 7:27,93  | 3.       |          |          | B     | 7:18,87 | 1.    | 7.       |

## Íjászat
| Versenyző         | Versenyszám  | 1. forduló | 1. forduló | 2. forduló | 2. forduló | Összesítés | Összesítés |
| Versenyző         | Versenyszám  | Pont       | Hely.      | Pont       | Hely.      | Pont       | Helyezés   |
| ----------------- | ------------ | ---------- | ---------- | ---------- | ---------- | ---------- | ---------- |
| Giancarlo Ferrari | Férfi egyéni | 1215       | 9.         | 1234       | 3.         | 2,449      |            |
| Sante Spigarelli  | Férfi egyéni | 1205       | 13.        | 1200       | 12.        | 2405       | 14.        |
| Franca Capetta    | Női egyéni   | 1164       | 12.        | 1178       | 7.         | 2342       | 10.        |

## Kajak-kenu
Férfi
| Versenyző                      | Versenyszám         | Előfutam | Előfutam | Előfutam | Vigaszág | Vigaszág | Vigaszág | Elődöntő | Elődöntő | Elődöntő | Döntő   | Döntő    |
| Versenyző                      | Versenyszám         | Idő      | Hely.    | Össz.    | Idő      | Hely.    | Össz.    | Idő      | Hely.    | Össz.    | Idő     | Helyezés |
| ------------------------------ | ------------------- | -------- | -------- | -------- | -------- | -------- | -------- | -------- | -------- | -------- | ------- | -------- |
| Oreste Perri                   | Kajak egyes 1000 m  | 3:46,18  | 2.       | 3.       | erőnyerő | erőnyerő | erőnyerő | 3:54,67  | 3.       | 9.       | 3:51,95 | 5.       |
| Antonio Mastrandea Danio Merli | Kajak kettes 500 m  | 1:39,84  | 6.       | 16.      | 1:39,64  | 2.       | 4.       | 1:41,23  | 5.       | 14.      | kiesett | kiesett  |
| Antonio Mastrandea Danio Merli | Kajak kettes 1000 m | 3:36,18  | 6.       | 11.      | 3:39,96  | 2.       | 6.       | 3:35,85  | 3.       | 4.       | 3:52,32 | 9.       |

Női
| Versenyző                         | Versenyszám        | Előfutam | Előfutam | Előfutam | Vigaszág | Vigaszág | Vigaszág | Döntő   | Döntő    |
| Versenyző                         | Versenyszám        | Idő      | Hely.    | Össz.    | Idő      | Hely.    | Össz.    | Idő     | Helyezés |
| --------------------------------- | ------------------ | -------- | -------- | -------- | -------- | -------- | -------- | ------- | -------- |
| Luisa Ponchio Elisabetta Introini | Kajak kettes 500 m | 1:58,35  | 6.       | 11.      | 1:55,29  | 5.       | 5.       | kiesett | kiesett  |

## Kerékpározás

### Országúti kerékpározás
Férfi
| Versenyző                                                         | Versenyszám     | Idő               | Helyezés      |
| ----------------------------------------------------------------- | --------------- | ----------------- | ------------- |
| Marco Cattaneo                                                    | Mezőnyverseny   | 4:57:18 (+8:49)   | 14.           |
| Gianni Giacomini                                                  | Mezőnyverseny   | 4:57:39 (+9:10)   | 18.           |
| Giuseppe Petito                                                   | Mezőnyverseny   | 4:57:39 (+9:10)   | 27.           |
| Alberto Minetti                                                   | Mezőnyverseny   | nem ért célba     | nem ért célba |
| Mauro De Pellegrini Gianni Giacomini Ivano Maffei Alberto Minetti | Csapat időfutam | 2:04:36,2 (+3:15) | 5.            |

### Pálya-kerékpározás
Sprintverseny
| Versenyző      | Versenyszám  | 1. forduló                           | 1. forduló | Vigaszág               | Vigaszág | Döntő                  | Döntő | 2. forduló                  | 2. forduló | Vigaszág             | Vigaszág | Nyolcaddöntő              | Nyolcaddöntő | Vigaszág               | Vigaszág | Döntő                | Döntő | Negyeddöntő                          | 5–8. helyért                                                          | 5–8. helyért | Elődöntő             | Döntő                | Helyezés |
| Versenyző      | Versenyszám  | Ellenfelek Győztes idő               | Hely       | Ellenfelek Győztes idő | Hely     | Ellenfelek Győztes idő | Hely  | Ellenfél Győztes idő        | Hely       | Ellenfél Győztes idő | Hely     | Ellenfelek Győztes idő    | Hely         | Ellenfelek Győztes idő | Hely     | Ellenfél Győztes idő | Hely  | Ellenfél Győztes idő                 | Ellenfelek Győztes idő                                                | Hely         | Ellenfél Győztes idő | Ellenfél Győztes idő | Helyezés |
| -------------- | ------------ | ------------------------------------ | ---------- | ---------------------- | -------- | ---------------------- | ----- | --------------------------- | ---------- | -------------------- | -------- | ------------------------- | ------------ | ---------------------- | -------- | -------------------- | ----- | ------------------------------------ | --------------------------------------------------------------------- | ------------ | -------------------- | -------------------- | -------- |
| Ottavio Dazzan | Férfi egyéni | Juan Palacios (ECU) · verseny nélkül | 1.         |                        |          |                        |       | Terry Tinsley (GBR) · 11,07 | 1.         |                      |          | Heinz Isler (SUI) · 10,95 | 1.           |                        |          |                      |       | Szergej Kopilov (URS) · 10,76; 11,00 | Henrik Salée (DEN) · Heinz Isler (SUI) · Kenrick Tucker (AUS) · 11,36 | 4.           |                      |                      | 8.       |

Időfutam
| Név            | Versenyszám  | Idő      | Helyezés |
| -------------- | ------------ | -------- | -------- |
| Guido Bontempi | Férfi egyéni | 1:05,478 | 4.       |

Üldözőversenyek
| Versenyző                                                          | Versenyszám  | Selejtező | Selejtező | Negyeddöntő                                                                                            | Negyeddöntő | Elődöntő                                                                                  | Elődöntő  | Döntő | Döntő      | Helyezés |
| Versenyző                                                          | Versenyszám  | Idő       | Hely.     | Ellenfél Idő                                                                                           | Saját idő   | Ellenfél Idő                                                                              | Saját idő | Ellenfél Idő                                                                                              | Saját idő  | Helyezés |
| ------------------------------------------------------------------ | ------------ | --------- | --------- | --- | ----------- | ----------------------------------------------------------------------------------------- | --------- | --- | ---------- | -------- |
| Pierangelo Bincoletto                                              | Férfi egyéni | 4:43,65   | 6.        | Alain Bondue (FRA) · 4:36,27                                                                           | 4:43,84     | kiesett                                                                                   | kiesett   | kiesett                                                                                                   | kiesett    | 7.       |
| Pierangelo Bincoletto Guido Bontempi Ivano Maffei Silvestro Milani | Férfi csapat | 4:18,85   | 3.        | Franciaország (FRA) · Alain Bondue · Philippe Chevalier · Pascal Poisson · Jean-Marc Rebière · 4:18,58 | 4:18,27     | NDK (GDR) · Gerald Mortag · Uwe Unterwalder · Matthias Wiegand · Volker Winkler · 4:18,16 | 4:20,13   | Bronzmérkőzés · Csehszlovákia (TCH) · Teodor Černý · Martin Penc · Jiří Pokorný · Igor Sláma · idő nélkül | lekörözték | 4.       |

## Kosárlabda

### Férfi
| Olasz férfi kosárlabdacsapat-játékoskeret                                                                        | Olasz férfi kosárlabdacsapat-játékoskeret                                                                    |
| --- | --- |
| - Romeo Sacchetti - Roberto Brunamonti - Mike Sylvester - Enrico Gilardi - Fabrizio Della Fiori - Marco Solfrini | - Marco Bonamico - Dino Meneghin - Renato Villalta - Renzo Vecchiato - Pierluigi Marzorati - Pietro Generali |

#### Eredmények
Csoportkör
C csoport
| Csapat            | M | Gy | V | P+  | P–  | Pk  |
| ----------------- | - | -- | - | --- | --- | --- |
| Olaszország (ITA) | 3 | 2  | 1 | 248 | 233 | +15 |
| Kuba (CUB)        | 3 | 2  | 1 | 226 | 214 | +12 |
| Ausztrália (AUS)  | 3 | 2  | 1 | 224 | 215 | +9  |
| Svédország (SWE)  | 3 | 0  | 3 | 191 | 227 | –36 |

| 1980. július 20. | Olaszország (ITA) | 92–77 | Svédország (SWE) |  |
| 1980. július 20. | (50–34)           |       |                  |  |

| 1980. július 21. | Ausztrália (AUS) | 84–77 | Olaszország (ITA) |  |
| 1980. július 21. | (44–34)          |       |                   |  |

| 1980. július 23. | Olaszország (ITA) | 79–72 | Kuba (CUB) |  |
| 1980. július 23. | (43–42)           |       |            |  |

Középdöntő
- A táblázat tartalmazza
  - az A csoportban lejátszott Szovjetunió–Brazília 101–88-as,
  - a B csoportban lejátszott Jugoszlávia–Spanyolország 95–91-es,
  - a C csoportban lejátszott Olaszország–Kuba 79–72-es eredményét is.

| Csapat              | M | Gy | V | P+  | P–  | Pk  |
| ------------------- | - | -- | - | --- | --- | --- |
| Jugoszlávia (YUG)   | 5 | 5  | 0 | 506 | 442 | +64 |
| Olaszország (ITA)   | 5 | 3  | 2 | 419 | 438 | –19 |
| Szovjetunió (URS)   | 5 | 3  | 2 | 505 | 468 | +37 |
| Spanyolország (ESP) | 5 | 2  | 3 | 488 | 485 | +3  |
| Brazília (BRA)      | 5 | 2  | 3 | 448 | 477 | –29 |
| Kuba (CUB)          | 5 | 0  | 5 | 434 | 490 | –56 |

| 1980. július 25. | Jugoszlávia (YUG) | 102–81 | Olaszország (ITA) |  |
| 1980. július 25. | (48–38)           |        |                   |  |

| 1980. július 26. | Olaszország (ITA) | 87–85 | Szovjetunió (URS) |  |
| 1980. július 26. | (47–39)           |       |                   |  |

| 1980. július 27. | Brazília (BRA) | 90–77 | Olaszország (ITA) |  |
| 1980. július 27. | (34–39)        |       |                   |  |

| 1980. július 29. | Olaszország (ITA) | 95–89 | Spanyolország (ESP) |  |
| 1980. július 29. | (48–46)           |       |                     |  |

Döntő
| 1980. július 30. | Jugoszlávia (YUG) | 86–77 | Olaszország (ITA) |  |
| 1980. július 30. | (42–37)           |       |                   |  |

| Csapat            | Helyezés |
| ----------------- | -------- |
| Olaszország (ITA) |          |

### Női
| Olasz női kosárlabdacsapat-játékoskeret                                                                                  | Olasz női kosárlabdacsapat-játékoskeret                                                                           |
| --- | --- |
| - Antonietta Baistrocchi - Bianca Rossi - Chiara Guzzonato - Emanuela Silimbani - Lidia Gorlin - Mariangela Piancastelli | - Marinella Draghetti - Nunziata Serradimigni - Orietta Grossi - Roberta Faccin - Rosanna Vergnano - Wanda Sandon |

#### Eredmények
Csoportkör
| Csapat             | M | Gy | V | P+  | P–  | Pk   |
| ------------------ | - | -- | - | --- | --- | ---- |
| Szovjetunió (URS)  | 5 | 5  | 0 | 553 | 316 | +237 |
| Bulgária (BUL)     | 5 | 4  | 1 | 440 | 405 | +35  |
| Jugoszlávia (YUG)  | 5 | 3  | 2 | 356 | 364 | –8   |
| Magyarország (HUN) | 5 | 2  | 3 | 344 | 407 | –63  |
| Kuba (CUB)         | 5 | 1  | 4 | 346 | 403 | –57  |
| Olaszország (ITA)  | 5 | 0  | 5 | 308 | 452 | –144 |

| 1980. július 20. | Bulgária (BUL) | 102–65 | Olaszország (ITA) |  |
| 1980. július 20. | (50–40)        |        |                   |  |

| 1980. július 22. | Magyarország (HUN) | 83–70 | Olaszország (ITA) |  |
| 1980. július 22. | (45–37)            |       |                   |  |

| 1980. július 24. | Szovjetunió (URS) | 119–53 | Olaszország (ITA) |  |
| 1980. július 24. | (55–25)           |        |                   |  |

| 1980. július 25. | Jugoszlávia (YUG) | 69–57 | Olaszország (ITA) |  |
| 1980. július 25. | (33–29)           |       |                   |  |

| 1980. július 28. | Kuba (CUB) | 79–63 | Olaszország (ITA) |  |
| 1980. július 28. | (40–32)    |       |                   |  |

| Csapat            | Helyezés |
| ----------------- | -------- |
| Olaszország (ITA) | 6.       |

## Lovaglás
Lovastusa
| Versenyző                                                     | Ló                | Versenyszám | Díjlovaglás | Díjlovaglás | Tereplovaglás | Tereplovaglás | Díjugratás | Díjugratás | Végeredmény | Végeredmény |
| Versenyző                                                     | Ló                | Versenyszám | Bünt.       | Hely.       | Bünt.         | Hely.         | Bünt.      | Hely.      | Bünt.       | Helyezés    |
| ------------------------------------------------------------- | ----------------- | ----------- | ----------- | ----------- | ------------- | ------------- | ---------- | ---------- | ----------- | ----------- |
| Federico Roman                                                | Rossinan          | Egyéni      | 54,40       | 7.          | 49,20         | 1.            | 5,00       | 5.         | 108,60      |             |
| Anna Casagrande                                               | Daleye            | Egyéni      | 61,20       | 13.         | 190,00        | 7.            | 15,00      | 13.        | 266,20      | 7.          |
| Mauro Roman                                                   | Dourakine 4       | Egyéni      | 63,40       | 15.         | 218,00        | 8.            | 0,00       | 1.         | 281,40      | 8.          |
| Marina Sciocchetti                                            | Rohan de Lechereo | Egyéni      | 55,20       | 9.          | 243,20        | 9.            | 10,00      | 10.        | 308,40      | 9.          |
| Federico Roman Anna Casagrande Mauro Roman Marina Sciocchetti | lásd fentebb      | Csapat      | 170,80      | 4.          | 457,20        | 2.            | 15,00      | 2.         | 656,20      |             |

## Műugrás
Férfi
| Versenyző       | Versenyszám    | Selejtező | Selejtező | Döntő   | Döntő    |
| Versenyző       | Versenyszám    | Pont      | Helyezés  | Pont    | Helyezés |
| --------------- | -------------- | --------- | --------- | ------- | -------- |
| Franco Cagnotto | Egyéni műugrás | 556,320   | 6.        | 871,500 |          |

## Ökölvívás
| Versenyző         | Versenyszám   | Selejtező         | 32-es főtábla              | Nyolcaddöntő              | Negyeddöntő              | Elődöntő                | Döntő                         | Helyezés |
| Versenyző         | Versenyszám   | Ellenfél Eredmény | Ellenfél Eredmény          | Ellenfél Eredmény         | Ellenfél Eredmény        | Ellenfél Eredmény       | Ellenfél Eredmény             | Helyezés |
| ----------------- | ------------- | ----------------- | -------------------------- | ------------------------- | ------------------------ | ----------------------- | ----------------------------- | -------- |
| Carlo Russolillo  | Könnyűsúly    |                   | Angel Herrera (CUB) · 0:5  | kiesett                   | kiesett                  | kiesett                 | kiesett                       | 17.      |
| Patrizio Oliva    | Kisváltósúly  |                   | Aurélien Agnan (BEN) · RSC | Farez Halabi (SYR) · RSC  | Ace Rusevski (YUG) · 3:2 | Tony Willis (GBR) · 5:0 | Szerik Konakbajev (URS) · 4:1 |          |
| Benedetto Gravina | Nagyváltósúly |                   | Ján Franek (TCH) · KO      | kiesett                   | kiesett                  | kiesett                 | kiesett                       | 17.      |
| Francesco Damiani | Nehézsúly     |                   |                            | Teodor Pîrjol (ROU) · 4:1 | Pjotr Zajev (URS) · 0:5  | kiesett                 | kiesett                       | 5.       |

RSC – a mérkőzésvezető megállította a mérkőzést

## Öttusa
| Versenyző            | Versenyszám | Lovaglás | Lovaglás | Lovaglás | Lovaglás | Vívás    | Vívás | Vívás | Lövészet | Lövészet | Lövészet | Úszás    | Úszás | Úszás | Futás   | Futás | Futás | Összesen    | Összesen |
| Versenyző            | Versenyszám | Idő      | Bünt.    | Pont     | Hely.    | Eredmény | Pont  | Hely. | Pontszám | Pont     | Hely.    | Idő      | Pont  | Hely. | Idő     | Pont  | Hely. | Összes pont | Helyezés |
| -------------------- | ----------- | -------- | -------- | -------- | -------- | -------- | ----- | ----- | -------- | -------- | -------- | -------- | ----- | ----- | ------- | ----- | ----- | ----------- | -------- |
| Pierpaolo Cristofori | Egyéni      | 2:09,4   | 50       | 1050     | 17.      | 22–20    | 818   | 17.   | 191      | 934      | 28.      | 3:39,486 | 1120  | 28.   | 12:57,0 | 1234  | 2.    | 5156        | 17.      |

## Röplabda

### Férfi
| Olasz férfi röplabdacsapat-játékoskeret                                                                       | Olasz férfi röplabdacsapat-játékoskeret                                                                            |
| --- | --- |
| - Antonio Bonini - Claudio Di Coste - Fabio Innocenti - Fabrizio Nassi - Francesco Dall'Olio - Franco Bertoli | - Giancarlo Dametto - Giovanni Lanfranco - Giulio Belletti - Mauro Di Bernardo - Sebastiano Greco - Stefano Sibani |

#### Eredmények
Csoportkör
A csoport
|                     |      | Mérkőzések | Mérkőzések | Szettek | Szettek | Szettek | Pontok | Pontok | Pontok |
| Csapat              | Pont | Gy         | V          | Sz+     | Sz–     | SzA     | P+     | P–     | PA     |
| ------------------- | ---- | ---------- | ---------- | ------- | ------- | ------- | ------ | ------ | ------ |
| Szovjetunió (URS)   | 8    | 4          | 0          | 12      | 1       | 12,000  | 193    | 122    | 1,582  |
| Bulgária (BUL)      | 7    | 3          | 1          | 9       | 5       | 1,800   | 171    | 149    | 1,148  |
| Kuba (CUB)          | 5    | 1          | 3          | 6       | 9       | 0,667   | 181    | 178    | 1,017  |
| Csehszlovákia (TCH) | 5    | 1          | 3          | 6       | 11      | 0,545   | 180    | 230    | 0,783  |
| Olaszország (ITA)   | 5    | 1          | 3          | 4       | 11      | 0,364   | 145    | 191    | 0,759  |

| 1980. július 20. 19:30 | Kuba (CUB)         | 3–0 | Olaszország (ITA) |  |
| 1980. július 20. 19:30 | (15–7, 15–8, 15–6) |     |                   |  |

| 1980. július 22. 19:30 | Olaszország (ITA)               | 3–2 | Csehszlovákia (TCH) |  |
| 1980. július 22. 19:30 | (8–15, 15–5, 10–15, 15–8, 15–7) |     |                     |  |

| 1980. július 24. 19:30 | Szovjetunió (URS)   | 3–0 | Olaszország (ITA) |  |
| 1980. július 24. 19:30 | (15–2, 15–7, 15–10) |     |                   |  |

| 1980. július 28. 17:30 | Bulgária (BUL)           | 3–1 | Olaszország (ITA) |  |
| 1980. július 28. 17:30 | (15–9, 15–9, 6–15, 15–9) |     |                   |  |

A 9. helyért
| 1980. július 30. 11:00 | Olaszország (ITA)  | 3–0 | Líbia (LBA) |  |
| 1980. július 30. 11:00 | (15–2, 15–1, 15–4) |     |             |  |

| Csapat            | Helyezés |
| ----------------- | -------- |
| Olaszország (ITA) | 9.       |

## Sportlövészet
Nyílt
| Versenyző           | Versenyszám          | Pont        | Helyezés |
| ------------------- | -------------------- | ----------- | -------- |
| Gianfranco Mantelli | Gyorstüzelő pisztoly | 592         | 12.      |
| Roberto Ferraris    | Gyorstüzelő pisztoly | 595         | 5.       |
| Roberto Ferraris    | Szabadpisztoly       | 546         | 24.      |
| Enrico Rabbachin    | Szabadpisztoly       | 558         | 11.      |
| Walter Frescura     | Sportpuska, fekvő    | 597         | 8.       |
| Giovanni Mezzani    | Futócéllövészet      | 582         | 7.       |
| Italo Mari          | Futócéllövészet      | 557         | 16.      |
| Luciano Giovannetti | Trap                 | 198         |          |
| Silvano Basagni     | Trap                 | 194         | 7.       |
| Celso Giardini      | Skeet                | 196shootoff | 5.       |
| Romano Garagnani    | Skeet                | 188         | 28.      |

## Súlyemelés
| Versenyző           | Versenyszám | Szakítás | Szakítás | Lökés    | Lökés    | Összesen | Helyezés |
| Versenyző           | Versenyszám | Eredmény | Helyezés | Eredmény | Helyezés | Összesen | Helyezés |
| ------------------- | ----------- | -------- | -------- | -------- | -------- | -------- | -------- |
| Gaetano Tosto       | 52 kg       | 95,0     | 9.       | 120,0    | 8.       | 215,0    | 9.       |
| Vincenzo Pedicone   | 75 kg       | 130,0    | 11.      | 165,0    | 9.       | 295,0    | 10.      |
| Norberto Oberburger | 90 kg       | 147,5    | 11.      | 167,5    | 11.      | 315,0    | 10.      |

## Úszás
Férfi
| Versenyző                                                                               | Versenyszám          | Előfutam | Előfutam | Előfutam | Elődöntő | Elődöntő | Elődöntő | Döntő   | Döntő    |
| Versenyző                                                                               | Versenyszám          | Idő      | Hely.    | Össz.    | Idő      | Hely.    | Össz.    | Idő     | Helyezés |
| --------------------------------------------------------------------------------------- | -------------------- | -------- | -------- | -------- | -------- | -------- | -------- | ------- | -------- |
| Fabrizio Rampazzo                                                                       | 200 m gyors          | 1:52,62  | 1.       | 6.       |          |          |          | 1:53,25 | 8.       |
| Fabrizio Rampazzo                                                                       | 100 m pillangó       | 56,85    | 4.       | 14.      | 56,76    | 7.       | 14.      | kiesett | kiesett  |
| Fabrizio Rampazzo                                                                       | 100 m gyors          | 52,71    | 4.       | 20.      | kiesett  | kiesett  | kiesett  | kiesett | kiesett  |
| Raffaele Franceschi                                                                     | 100 m gyors          | 52,26    | 3.       | 11.      | 51,87    | 5.       | 7.       | 51,69   | 5.       |
| Paolo Revelli                                                                           | 100 m gyors          | 52,74    | 4.       | 21.      | kiesett  | kiesett  | kiesett  | kiesett | kiesett  |
| Paolo Revelli                                                                           | 200 m gyors          | 1:52,56  | 1.       | 5.       |          |          |          | 1:52,76 | 6.       |
| Paolo Revelli                                                                           | 200 m pillangó       | 2:03,44  | 2.       | 9.       |          |          |          | kiesett | kiesett  |
| Giovanni Franceschi                                                                     | 400 m vegyes         | 4:33,66  | 4.       | 14.      |          |          |          | kiesett | kiesett  |
| Paolo Revelli Raffaele Franceschi Andrea Ceccarini Fabrizio Rampazzo Federico Silvestri | 4 × 200 m gyorsváltó | 7:36,97  | 3.       | 7.       |          |          |          | 7:30,37 | 5.       |

Női
| Versenyző                                                               | Versenyszám            | Előfutam | Előfutam | Előfutam | Döntő   | Döntő    |
| Versenyző                                                               | Versenyszám            | Idő      | Hely.    | Össz.    | Idő     | Helyezés |
| ----------------------------------------------------------------------- | ---------------------- | -------- | -------- | -------- | ------- | -------- |
| Monica Vallarin                                                         | 100 m gyors            | 59,43    | 4.       | 17.      | kiesett | kiesett  |
| Roberta Felotti                                                         | 400 m gyors            | 4:21,94  | 4.       | 14.      | kiesett | kiesett  |
| Roberta Felotti                                                         | 800 m gyors            | 8:58,54  | 6.       | 12.      | kiesett | kiesett  |
| Laura Foralosso                                                         | 100 m hát              | 1:04,86  | 4.       | 13.      | kiesett | kiesett  |
| Manuela Carosi                                                          | 100 m hát              | 1:04,42  | 2.       | 8.       | 1:05,10 | 8.       |
| Manuela Carosi                                                          | 200 m hát              | 2:22,46  | 6.       | 16.      | kiesett | kiesett  |
| Monica Bonon                                                            | 100 m mell             | 1:12,36  | 1.       | 5.       | 1:12,51 | 8.       |
| Sabrina Seminatore                                                      | 100 m mell             | 1:13,76  | 3.       | 13.      | kiesett | kiesett  |
| Sabrina Seminatore                                                      | 200 m mell             | 2:41,77  | 7.       | 17.      | kiesett | kiesett  |
| Cinzia Savi Scarponi                                                    | 100 m pillangó         | 1:03,41  | 3.       | 12.      | kiesett | kiesett  |
| Cinzia Savi Scarponi                                                    | 200 m pillangó         | 2:17,53  | 3.       | 10.      | kiesett | kiesett  |
| Laura Foralosso Sabrina Seminatore Cinzia Savi Scarponi Monica Vallarin | 4 × 100 m vegyes váltó | 4:21,69  | 4.       | 5.       | 4:19,05 | 5.       |

## Vitorlázás
Nyílt
| Versenyző                    | Versenyszám     | Futam | Futam | Futam  | Futam  | Futam | Futam | Futam  | Pontszám | Helyezés |
| Versenyző                    | Versenyszám     | 1     | 2     | 3      | 4      | 5     | 6     | 7      | Pontszám | Helyezés |
| ---------------------------- | --------------- | ----- | ----- | ------ | ------ | ----- | ----- | ------ | -------- | -------- |
| Ernesto Treves Silvio Necchi | 470-es osztály  | 5,7   | 10,0  | (16,0) | (16,0) | 13,0  | 3,0   | 10,0   | 57,7     | 7.       |
| Alfio Peraboni Giorgio Gorla | Csillaghajó     | 5,7   | 5,7   | 5,7    | 8,0    | 8,0   | 3,0   | (11,7) | 36,1     |          |
| Marco Savelli Roberto Gazzei | Repülő hollandi | 13,0  | 11,7  | 16,0   | (22,0) | 13,0  | 14,0  | 11,7   | 79,4     | 10.      |

## Vívás
Férfi
| Versenyző                                                                        | Versenyszám       | Selejtező | Selejtező | Selejtező | Selejtező | Főtábla                       | Főtábla                    | Vigaszág                    | Vigaszág                     | Vigaszág                      | Döntő | Döntő                   | Helyezés |
| Versenyző                                                                        | Versenyszám       | 1. kör | 1. kör    | 2. kör | 2. kör    | 1. kör                        | 2. kör                     | 1. kör                      | 2. kör                       | 3. kör                        | Döntő | Döntő                   | Helyezés |
| Versenyző                                                                        | Versenyszám       | Ellenfél Eredmény | Hely.     | Ellenfél Eredmény | Hely.     | Ellenfél Eredmény             | Ellenfél Eredmény          | Ellenfél Eredmény           | Ellenfél Eredmény            | Ellenfél Eredmény             | Ellenfél Eredmény | Hely.                   | Helyezés |
| -------------------------------------------------------------------------------- | ----------------- | --- | --------- | --- | --------- | ----------------------------- | -------------------------- | --------------------------- | ---------------------------- | ----------------------------- | --- | ----------------------- | -------- |
| Federico Cervi                                                                   | Tőr, egyéni       | 8. csoport · Tudor Petruş (ROU) · 5–0 · Heriberto González (CUB) · 5–3 · Demény László (HUN) · 2–5                                                   | 2.        | 4. csoport · Miguel Roca (ESP) · 5–2 · Klaus Haertter (GDR) · 3–5 · Pascal Jolyot (FRA) · 3–5 · Szabirzsan Ruzijev (URS) · 2–5 · Adam Robak (POL) · 1–5                        | 5.        | kiesett                       | kiesett                    | kiesett                     | kiesett                      | kiesett                       | kiesett | kiesett                 | 21.      |
| Stefano Bellone                                                                  | Párbajtőr, egyéni | 6. csoport · Oldřich Kubišta (TCH) · 4–5 · Osama Al-Khurafi (KUW) · 5–1 · Octavian Zidaru (ROU) · 5–1 · Kolczonay Ernő (HUN) · 5–4                   | 1.        | 1. csoport · John Llewellyn (GBR) · 5–4 · Pongrácz Antal (ROU) · 5–5 · Alekszandr Mozsajev (URS) · 5–4 · Kolczonay Ernő (HUN) · 5–2 · Hans Jacobson (SWE) · 2–5                | 3.        | Johan Harmenberg (ITA) · V    |                            | Jaroslav Jurka (TCH) · V    | kiesett                      | kiesett                       | kiesett | kiesett                 | 13.      |
| Marco Falcone                                                                    | Párbajtőr, egyéni | 8. csoport · Hassan Hamze (LIB) · 5–4 · Kazem Hasan (KUW) · 5–2 · Borisz Lukomszkij (URS) · 1–5 · Greg Benko (AUS) · 1–5 · Hans Jacobson (SWE) · 2–5 | 4.        | kiesett | kiesett   | kiesett                       | kiesett                    | kiesett                     | kiesett                      | kiesett                       | kiesett | kiesett                 | 28.      |
| Angelo Mazzoni                                                                   | Párbajtőr, egyéni | 4. csoport · Neal Mallett (GBR) · 5–5 · Alekszandr Mozsajev (URS) · 5–3 · Efigenio Favier (CUB) · 3–5 · Jaroslav Jurka (TCH) · 4–5                   | 4.        | kiesett | kiesett   | kiesett                       | kiesett                    | kiesett                     | kiesett                      | kiesett                       | kiesett | kiesett                 | 29.      |
| Michele Maffei                                                                   | Kard, egyéni      | 3. csoport · Manuel Ortíz (CUB) · 5–3 · Georgi Csomakov (BUL) · 5–1 · Frank-Eberhard Höltje (GDR) · 3–5 · Nébald György (HUN) · 4–5                  | 3.        | 1. csoport · Marin Mustaţă (ROU) · 5–2 · Jesús Ortíz (CUB) · 5–2 · Hriszto Etropolszki (BUL) · 5–4 · Nébald György (HUN) · 5–3 · Mihail Burcev (URS) · 5–4                     | 1.        | Gerevich Pál (HUN) · V        |                            | Ioan Pop (ROU) · GY         | Andrzej Kostrzewa (POL) · GY | Volodimir Nazlimov (URS) · GY | Viktor Krovopuszkov (URS) · 2–5 · Mihail Burcev (URS) · 3–5 · Gedővári Imre (HUN) · 4–5 · Hriszto Etropolszki (BUL) · 1–5 · Vaszil Etropolszki (BUL) · 5–1 | 6.                      | 6.       |
| Ferdinando Meglio                                                                | Kard, egyéni      | 6. csoport · Ali Al-Khawajah (KUW) · 5–0 · Marin Mustaţă (ROU) · 5–2 · Gerevich Pál (HUN) · 5–4 · Jacek Bierkowski (POL) · 4–5                       | 2.        | 4. csoport · Georgi Csomakov (BUL) · 2–5 · Jean-François Lamour (FRA) · 5–0 · Frank-Eberhard Höltje (GDR) · 5–3 · José Laverdecia (CUB) · 3–5 · Volodimir Nazlimov (URS) · 4–5 | 3.        | Hriszto Etropolszki (BUL) · V |                            | Jacek Bierkowski (POL) · GY | Gerevich Pál (HUN) · GY      | Mihail Burcev (URS) · V       | kiesett | kiesett                 | 7.       |
| Mario Aldo Montano                                                               | Kard, egyéni      | 5. csoport · Mihail Burcev (URS) · 3–5 · Eyiad Mohamed (KUW) · 5–0 · Cornel Marin (ROU) · 5–4 · Peter Ulbrich (GDR) · 5–3                            | 1.        | 3. csoport · Mark Slade (GBR) · 5–0 · Andrzej Kostrzewa (POL) · 4–5 · Cornel Marin (ROU) · 3–5 · Gedővári Imre (HUN) · 3–5 · Viktor Krovopuszkov (URS) · 4–5                   | 5.        | kiesett                       | kiesett                    | kiesett                     | kiesett                      | kiesett                       | kiesett | kiesett                 | 19.      |
| Mario Aldo Montano Michele Maffei Ferdinando Meglio Marco Romano Giovanni Scalzo | Kard, csapat      | 3. csoport · Magyarország (HUN) · 8–7 | 1.        | |           | erőnyerő                      | Lengyelország (POL) · 10–5 |                             |                              |                               | Szovjetunió (URS) · 2–9 | Szovjetunió (URS) · 2–9 |          |

Női
| Versenyző                                                                            | Versenyszám | Selejtező | Selejtező | Selejtező | Selejtező | Főtábla                        | Főtábla                             | Vigaszág          | Vigaszág          | Vigaszág          | Döntő | Döntő                            | Helyezés |
| Versenyző                                                                            | Versenyszám | 1. kör | 1. kör    | 2. kör | 2. kör    | 1. kör                         | 2. kör                              | 1. kör            | 2. kör            | 3. kör            | Döntő | Döntő                            | Helyezés |
| Versenyző                                                                            | Versenyszám | Ellenfél Eredmény | Hely.     | Ellenfél Eredmény | Hely.     | Ellenfél Eredmény              | Ellenfél Eredmény                   | Ellenfél Eredmény | Ellenfél Eredmény | Ellenfél Eredmény | Ellenfél Eredmény | Hely.                            | Helyezés |
| ------------------------------------------------------------------------------------ | ----------- | --- | --------- | --- | --------- | ------------------------------ | ----------------------------------- | ----------------- | ----------------- | ----------------- | --- | -------------------------------- | -------- |
| Dorina Vaccaroni                                                                     | Tőr, egyéni | 4. csoport · Helen Smith (AUS) · 1–5 · Sabine Hertrampf (GDR) · 5–1 · Katarína Lokšová-Ráczová (TCH) · 5–2 · Tordasi Ildikó (HUN) · 5–2 · Jolanta Królikowska (POL) · 5–4 | 1.        | 4. csoport · Sabine Hertrampf (GDR) · 5–1 · Ann Brannon (GBR) · 5–1 · Ecaterina Stahl-Iencic (ROU) · 5–3 · Tordasi Ildikó (HUN) · 5–3 · Pascale Trinquet-Hachin (FRA) · 1–5 | 2.        | Véronique Brouquier (FRA) · GY | Katarína Lokšová-Ráczová (TCH) · GY |                   |                   |                   | Pascale Trinquet-Hachin (FRA) · 0–5 · Maros Magda (HUN) · 1–5 · Barbara Wysoczańska (POL) · 4–5 · Brigitte Latrille-Gaudin (FRA) · 4–5 · Ecaterina Stahl-Iencic (ROU) · 5–2 | 6.                               | 6.       |
| Anna Rita Sparaciari                                                                 | Tőr, egyéni | 6. csoport · Mandy Niklaus (GDR) · 5–2 · Susan Wrigglesworth (GBR) · 5–2 · Max Madsen (DEN) · 5–2 · Pascale Trinquet-Hachin (FRA) · 3–5 · Maros Magda (HUN) · 2–5         | 2.        | 1. csoport · Suzana Ardeleanu (ROU) · 5–1 · Katarína Lokšová-Ráczová (TCH) · 2–5 · Maros Magda (HUN) · 2–5 · Valentyina Szidorova (URS) · 2–5 · Clara Alfonso (CUB) · 4–5   | 5.        | kiesett                        | kiesett                             | kiesett           | kiesett           | kiesett           | kiesett | kiesett                          | 19.      |
| Susanna Batazzi                                                                      | Tőr, egyéni | 3. csoport · Brigitte Latrille-Gaudin (FRA) · 5–3 · Marlene Font (CUB) · 3–5 · Nailja Giljazova (URS) · 1–5 · Delfina Skąpska (POL) · 3–5                                 | 5.        | kiesett | kiesett   | kiesett                        | kiesett                             | kiesett           | kiesett           | kiesett           | kiesett | kiesett                          | 27.      |
| Dorina Vaccaroni Anna Rita Sparaciari Susanna Batazzi Carola Mangiarotti Clara Mochi | Tőr, csapat | 2. csoport · Szovjetunió (URS) · 4–9 · Románia (ROU) · 9–7 | 2.        | |           | Magyarország (HUN) · 6–9       |                                     |                   |                   |                   | Az 5. helyért · Kuba (CUB) · 9–6 | Az 5. helyért · Kuba (CUB) · 9–6 | 5.       |

## Vízilabda
| Olasz férfi vízilabdacsapat-játékoskeret                                                                                 | Olasz férfi vízilabdacsapat-játékoskeret                                                 |
| --- | ---------------------------------------------------------------------------------------- |
| - Alberto Alberani Samaritani - Roldano Simeoni - Alfio Misaggi - Sante Marsili - Massimo Fondelli - Gianni De Magistris | - Antonello Steardo - Paolo Ragosa - Romeo Collina - Vincenzo D'Angelo - Umberto Panerai |

### Eredmények
Csoportkör
B csoport
| Csapat              | M | Gy | D | V | G+ | G– | Gk  | P |
| ------------------- | - | -- | - | - | -- | -- | --- | - |
| Szovjetunió (URS)   | 3 | 3  | 0 | 0 | 24 | 10 | +14 | 6 |
| Spanyolország (ESP) | 3 | 2  | 0 | 1 | 15 | 11 | +4  | 4 |
| Olaszország (ITA)   | 3 | 0  | 1 | 2 | 14 | 17 | –3  | 1 |
| Svédország (SWE)    | 3 | 0  | 1 | 2 | 8  | 23 | –15 | 1 |

| 1980. július 20. 17:00 | Szovjetunió (URS)    | 8–6 | Olaszország (ITA) |  |
| 1980. július 20. 17:00 | (4–3, 1–1, 1–2, 2–0) |     |                   |  |
| 1980. július 20. 17:00 |                      |     |                   |  |

| 1980. július 21. 12:00 | Svédország (SWE)     | 4–4 | Olaszország (ITA) |  |
| 1980. július 21. 12:00 | (2–1, 2–1, 0–1, 0–1) |     |                   |  |
| 1980. július 21. 12:00 |                      |     |                   |  |

| 1980. július 22. 17:00 | Spanyolország (ESP)  | 5–4 | Olaszország (ITA) |  |
| 1980. július 22. 17:00 | (1–1, 2–0, 0–1, 2–2) |     |                   |  |
| 1980. július 22. 17:00 |                      |     |                   |  |

A 7–12. helyért
| 1980. július 24. 11:00 | Románia (ROU)        | 3–5 | Olaszország (ITA) |  |
| 1980. július 24. 11:00 | (1–1, 1–1, 1–1, 0–2) |     |                   |  |
| 1980. július 24. 11:00 |                      |     |                   |  |

| 1980. július 25. 13:00 | Olaszország (ITA)    | 8–3 | Svédország (SWE) |  |
| 1980. július 25. 13:00 | (3–1, 3–1, 0–0, 2–1) |     |                  |  |
| 1980. július 25. 13:00 |                      |     |                  |  |

| 1980. július 26. 13:00 | Olaszország (ITA)    | 5–4 | Bulgária (BUL) |  |
| 1980. július 26. 13:00 | (0–2, 2–0, 1–0, 2–2) |     |                |  |
| 1980. július 26. 13:00 |                      |     |                |  |

| 1980. július 28. 12:00 | Görögország (GRE)    | 3–4 | Olaszország (ITA) |  |
| 1980. július 28. 12:00 | (1–1, 0–2, 2–0, 0–1) |     |                   |  |
| 1980. július 28. 12:00 |                      |     |                   |  |

| 1980. július 29. 12:00 | Olaszország (ITA)    | 4–5 | Ausztrália (AUS) |  |
| 1980. július 29. 12:00 | (1–1, 1–2, 1–1, 1–1) |     |                  |  |
| 1980. július 29. 12:00 |                      |     |                  |  |

Végeredmény
| Csapat            | M | Gy | D | V | G+ | G– | Gk  | P |
| ----------------- | - | -- | - | - | -- | -- | --- | - |
| Ausztrália (AUS)  | 5 | 4  | 1 | 0 | 30 | 19 | +11 | 9 |
| Olaszország (ITA) | 5 | 4  | 0 | 1 | 26 | 18 | +8  | 8 |
| Románia (ROU)     | 5 | 3  | 1 | 1 | 36 | 26 | +10 | 7 |
| Görögország (GRE) | 5 | 2  | 0 | 3 | 28 | 28 | 0   | 4 |
| Svédország (SWE)  | 5 | 1  | 0 | 4 | 23 | 40 | –17 | 2 |
| Bulgária (BUL)    | 5 | 0  | 0 | 5 | 25 | 37 | –12 | 0 |

| Csapat            | Helyezés |
| ----------------- | -------- |
| Olaszország (ITA) | 8.       |